# 阮福绵宁
阮福綿宁（越南语：／，1820年7月11日—1890年8月20日），越南阮朝明命帝第十三子，生母才人丁氏義。
明命元年六月初二日（1820年7月11日），阮福綿宁在順化皇城出生。紹治三年（1843年）正月，受封為從化郡公（越南语：／）。嗣德二十年（1867年），法國使者到順化談判，阮福綿宁站在旁失態，遭到嗣德帝譴責，罰俸一年。嗣德三十一年（1878年），適逢嗣德帝五十大壽，晉封遵國公（越南语：／）。建福元年（1884年）秋，擔任尊人府左尊人。同慶元年（1886年），阮福綿宁因非議朝廷冊封堅太王妃之事降為從化縣公。後因此事心中懷恨，經常醉酒非議朝政。經廷議，革除封爵，並處以杖刑，監禁在家。同慶帝以他年老，不久人世，准按畿外侯給付俸祿。成泰元年（1889年），恢復原爵。成泰二年七月初六日（1890年8月20日），阮福綿宁去世，壽七十一歲，賜諡恭睦。葬於承天府香水縣安舊總安舊社，在香茶縣富春總東池邑建祠祭祀。

## 子女
阮福綿宁有13子10女。後裔按御賜竹字部起名。
- 十二子阮福洪算，襲封鄉侯。